# Gheorghe Ionescu-Gion (istoric)
Gheorghe Ionescu-Gion (n. 14 octombrie 1857, Pitești – d. 29 iunie 1904, București) a fost un profesor, istoric, ziarist, publicist, cronicar literar și teatral, secretar general al Ministerului Cultelor și Instrucțiunii Publice, inspector general în învățământul secundar, vicepreședinte al Ateneului Român, membru corespondent al Academiei Române.

## Biografie
Părinții lui Gheorghe Ionescu - Gion au fost Ion Ionescu și Anica Pîrvanovici, care erau oameni de condiție materială modestă. Își petrece copilăria în orașul natal, fie colindând străzile cu „trotuare făcute dintr-o cărămidă" , adăpostindu-se vara de căldură și toamna de ploaie sub „marchizele turcești" - „streșini de șiță", care adumbreau tarabele negustorilor.
După studiile primare la Pitești, G. I. Ionnescu urmează studii secundare la București, la liceele „Gheorghe Lazăr" și „Sfântu Sava". În anii de liceu s-a evidențiat în studiul istoriei și al limbilor moderne, ceea ce a contribuit la obținerea poziției de meditator al copiilor naturali ai domnitorului Alexandru Ioan Cuza, călătorind cu ei prin Italia și Spania, cu scopul cunoașterii monumentelor istorice din cele două țări.
Își continuă studiile la Universitatea din București, unde este studentul apropiat al lui Hasdeu și Odobescu,  sub influența cărora a rămas toată viața. Studentul celor doi mari scriitori obține o bursă din partea Ministerului Instrucțiunii Publice și își desăvârșește studiile la Paris și Bruxelles, întorcându-se în țară. în 1884, cu titlul de doctor în litere  și filosofie.
Își începe activitatea didactică la douăzeci și șase de ani, mai întâi fiind profesor de istorie la Școala normală de institutori din capitală, și, după desființarea acesteia, ocupând postul de profesor de limba franceză la liceul „Matei Basarab".
Pe o durată scurtă este inspector școlar și apoi secretar general în Ministerul Instrucțiunii publice.
Debutează în publicistică în anul 1876, în ziarul Telegraful din București, unde colabora, ca și la Binele public, din perioada studiilor în străinătate. Acum se decide să-și modifice numele. El se „botează englezește", combinând inițiala prenumelui (G.) cu prima silabă din numele de familie (Ion...), rezultând Gion, nume sub care se face cunoscut în publicistica românească.
De la 1884 până la 1891 este redactor la Românul, apoi la Revista nouă, de la apariție (1887) până la dispariția ei (1895), colaborând și la alte publicații. În Revista nouă publică în mai multe numere pagini pitorești din Istoria fanarioților în România (în numerele revistei din anii 1887 și 1888). Stilul articolelor sale este colorat, bogat în perioade lungi, întoarse cu iz arhaic, în interogări și exclamații retorice, alternând tonul și ritmul, trecând de la pamflet violent, rechizitorial, la meditație și la imn de slavă. Un aparat critic bogat probează ampla documentare a unui studiu erudit, fără a fi sec și greoi. Alte articole relatează călătoria lui Carol al XII-lea, regele Suediei prin Țara Românească, în Revista nouă din 1890.
Se căsătorește în jurul vârstei de patruzeci de ani cu Ana Ciupagea. Ajunge membru corespondent al Academiei  și devine un obișnuit al curții regale. Fiind bolnav de inimă a murit subit la 29 iunie 1904. Discursul funebru este pronunțat de Grigore Tocilescu. Este înmormântat la cimitirul Bellu din București, în vecinătatea lui Petre Ispirescu, pe care îl aprecia atât de mult.

## Activitatea didactică și de conferențiar
Ionescu-Gion s-a remarcat mai întâi ca dascăl, catedra de liceu, constituind pentru el un "amvon" unde își exersa talentul de orator, verificat apoi la tribuna Ateneului prin numeroasele conferințe ținute aici. Despre calitățile pedagogice ale profesorului ne-au lăsat mărturii foștii săi elevi, între care și George Oprescu. Acesta și-l amintește pe dascălul cu „glas de orator", elegant îmbrăcat, cu „redingotă foarte pe talie", purtând o „cravată ceremonioasă" și un cercel la una din urechi, detaliu uimitor prin caracterul lui folcloric, pentru un om trecut pe la Paris.
Prelegerile sale erau interesante, chiar dacă abuza uneori de prea multe neologisme din limba franceză, chiar dacă era încântat de propria lui frază, cum notează ironic Nicolae Iorga. Indeosebi conferințele ținute la Ateneu, la Societatea geografică etc.unde auditoriul era preponderent feminin, de câteva ori fiind prezentă și curtea regală, au surprins plăcut societatea cultă a timpului prin îndrăzneala asociațiilor, prin caracterul lor spiritual. Astfel, conferențiarul nu se sfiește să-l apropie pe cronicarul Ion Neculce de memorialistul francez Louis de Saint-Simon. De asemenea, mergând pe drumul deschis de Hasdeu, Gion constată că și cuvintele au vârsta lor. Cele bătrâne dispar odată cu ființele sau lucrurile denumite. Cele noi le scot pe acestea din circulație.
La catedră, profesorul de limba franceză dovedea certe calități pedagogice: ținea lecții deschise pentru colegii din oraș, popularizând noile metode didactice din acel timp. Cerea elevilor mici expuneri orale în limba franceză - modalitate „modernă" de învățare la vremea aceea.

## Publicistica lui Ionescu-Gion
A publicat numeroase studii istorice, cronici literare și teatrale. În domeniul ziaristicii, gazetarul Gion, așa cum semna la debutul din 1876 la Telegraful român, a colaborat la peste douăzeci de publicații, majoritatea de orientare liberală. Ionescu-Gion a fost semnatarul rubricilor „curier literar",„cronica teatrală", „cărți, reviste, gazete" în influentul ziar liberal Românul, timp de șapte ani (1884-1891). În coloanele acestui ziar s-a format foiletonistul „fecund și  consecvent", un adevărat personaj de „causeur" de salon, povestitor glumeț și distractiv. În cuprinsul Revistei noi (1887-1895) se face cunoscut ca istoric și memorialist. Colaborările la alte publicații, cum au fost: L'Indépendance roumaine, Literatură și artă română, Epoca etc. au fost efemere.
Cronicarul literar Ionnescu -Gion de la Românul nu se ocupă numai de literatură, ci și de istorie, de creația populară, de cartea didactică etc. Prezintă cititorilor colecțiile de literatură populară aparținând lui I. G. Bibicescu, Gheorghe Dem Teodorescu, Dumitru Stăncescu și Ghiță  Sbiera. Publică o recenzie critică a manualului de Istoria limbei și literaturei române al lui Aron Densușianu. Cărțile lui Alexandru Xenopol se bucură de aprecieri favorabile din partea lui Ionnescu-Gion, însă când scrie despre „Epoca fanariotă", în care și Gion era informat, își permite să-i atragă atenția istoricului ieșean că „nici Mavrocordații, nici Racovițeștii, nici Ghiculeștii, nici Ipsilanti" nu apar în cartea sa cu relieful ce-l aveau în vremea lor.
În ceea ce privește recenziile operelor beletristice, scrie despre nuvelistul Ioan Slavici, despre poetul D. Zamfirescu,  despre Alexandru Vlahuță și Nicolae Gane- scriitori reprezentativi pentru acea epocă.
Principala sa operă este Istoria Bucureșcilor, publicată la București în 1899, prin care a pus în circulație numeroase documente inedite și informații din străinătate despre București.
La moartea lui Gheorghe Ionescu-Gion, în 1904, soția sa, Ana Ciupagea, a donat bibliotecii orașului Pitești peste1000 de volume din biblioteca lui, în limbile română, franceză și italiană.

## Posteritate
În 26 octombrie 1911 a fost dezvelit, în Grădina Publică din Pitești, bustul în bronz al istoricului Gheorghe Ionescu-Gion, realizat în 1907 de Frederic Storck. În prezent, bustul este amplasat în fața Colegiului Național I. C. Brătianu.
În 28 octombrie 1928, pe lângă biblioteca publică din Pitești a fost înființat Ateneul popular Gheorghe Ionescu-Gion.  Fundația Culturală Ateneul Popular Prof. Gheorghe Ionescu-Gion a fost desființată în 1948 de autoritățile comuniste.
În Pitești există o stradă cu numele Gheorghe Ionescu Gion, cu codul poștal 110310.

## Opera[10]
- Manual de poetică română (1888)
- Portrete istorice (1894);
- Din istoria fanarioților (1891);
- Istorie a Bucurescilor (1899);
- Geografia în cronicarii români. Conferință (1889);
- M. Kogălniceanu și răpirea Basarabiei (1894);
- Istoria națională în istoria universală (1900);
- Ludovic XIV și Constantin Brâncoveanu. Studiu asupra politicii franceze în Europa răsăriteană (1884);